# Lev Michael
Lev Michael é um linguista antropológico estadunidense especialista em línguas indígenas sul-americanas, especialmente as línguas Tupí.
Lev Michael obteve seu doutorado em linguística em 2008 pela Universidade do Texas em Austin.
Atualmente Michael é um editor da revista acadêmica Cadernos de Etnolingüística.

## Obras selecionadas
Obras selecionadas:

### Livros
- 2014. Beier, Christine, Brenda Bowser, Lev Michael, Vivian Wauters. Diccionario Záparo Trilingüe. Abya Yala Press.
- 2013. Michael, Lev, Christine Beier, Stephanie Farmer, Kelsey Neely, Amalia Skilton, Greg Finley, John Sylak, and Grace Neveu. Diccionario Bilingüe máíjìkì-castellano y castellano-máíjìkì. Ms, Máíjìkì Project document.
- 2011. Beier, Christine, Brenda Bowser, Lev Michael, Julia Pichura, Vivian Wauters. Diccionario trilingüe sápara-kichwa-castellano, castellano-sápara y kichwa-sápara. Ms, Záparo Language Documentation Project document.
- 2009. Michael, Lev, Christine Beier, Karina Sullón Acosta, Stephanie Farmer, Greg Finley, Michael Roswell. Dekyunáwa: Un diccionario de nuestro idioma muniche. Ms and Audio CD, Muniche Language Documentation Project.
- 2009. Michael, Lev, Christine Beier, Karina Sullón Acosta, Stephanie Farmer, Greg Finley, Michael Roswell. Una breve descripción del idioma Muniche. Ms, Muniche Language Documentation Project.
- 2009. Michael, Lev, Christine Beier, Karina Sullón Acosta, Stephanie Farmer, Greg Finley, Michael Roswell. Dékyewü dekyunáwa: Vamos a hablar nuestro idioma muniche. Ms, Muniche Language Documentation Project.
- 2009. Michael, Lev, Christine Beier, Ramón Escamilla, Marta Piqueras-Brunet. Katsakati: El idioma antiguo del pueblo de Andoas. Ms, Andoa Language Documentation Project.
- 2006. Michael, Lev, Christine Beier, Karina Sullón Acosta. Diccionario Bilingüe Iquito-Castellano, Castellano-Iquito. Ms, Iquito Language Documentation Project document.
- 2006. Beier, Christine, Lev Michael, Hilter Panduro Güimack. Pí-nájuuyaa iquíituhuaaca cuhuasíini: Vamos a escribir el idioma iquito. Segunda edición.

### Artigos
- Michael, Lev; Chousou‐Polydouri, Natalia (2020). «Computational phylogenetics and the classification of South American languages». Language and Linguistics Compass. 13 (12). ISSN 1749-818X. doi:10.1111/lnc3.12358
- O’Hagan, Zachary; Chousou-Polydouri, Natalia; Michael, Lev (2019). «Phylogenetic classification supports a Northeastern Amazonian Proto-Tupí-Guaraní Homeland». LIAMES: Línguas Indígenas Americanas. 19: e019018. ISSN 2177-7160. doi:10.20396/liames.v19i0.8655791
- Michael, Lev; Chousou-Polydouri, Natalia; Bartolomei, Keith; Donnelly, Erin; Meira, Sérgio; Wauters, Vivian; O'Hagan, Zachary (2015). «A Bayesian Phylogenetic Classification of Tupí-Guaraní». LIAMES: Línguas Indígenas Americanas. 15 (2). 193 páginas. ISSN 2177-7160. doi:10.20396/liames.v15i2.8642301
- Michael, Lev. 2014. On the Pre-Columbian origin of Proto-Omagua-Kokama. Journal of Language Contact 7(2): 309-344.
- Beier, Christine; Michael, Lev (2006). «The Iquito Language Documentation Project: Developing Team-Based Methods for Language Documentation». Linguistic Discovery. 4 (1). ISSN 1537-0852. doi:10.1349/PS1.1537-0852.A.303
- Michael, Lev and Christine Beier. 2003. Poblaciones indígenas en aislamiento voluntario en la región del Alto Purús [Indigenous populations in voluntary isolation in the Upper Purús region]. In Renata Leite Pitman, Nigel Pitman, and Patricia Álvarez (Eds.), Alto Purús: Biodiversidad, conservación y manejo [Upper Purús: Biodiversity, Conservation, and Management]. Center for Tropical Conservation, Duke University. pp. 149-164.